# Avion de recunoaștere

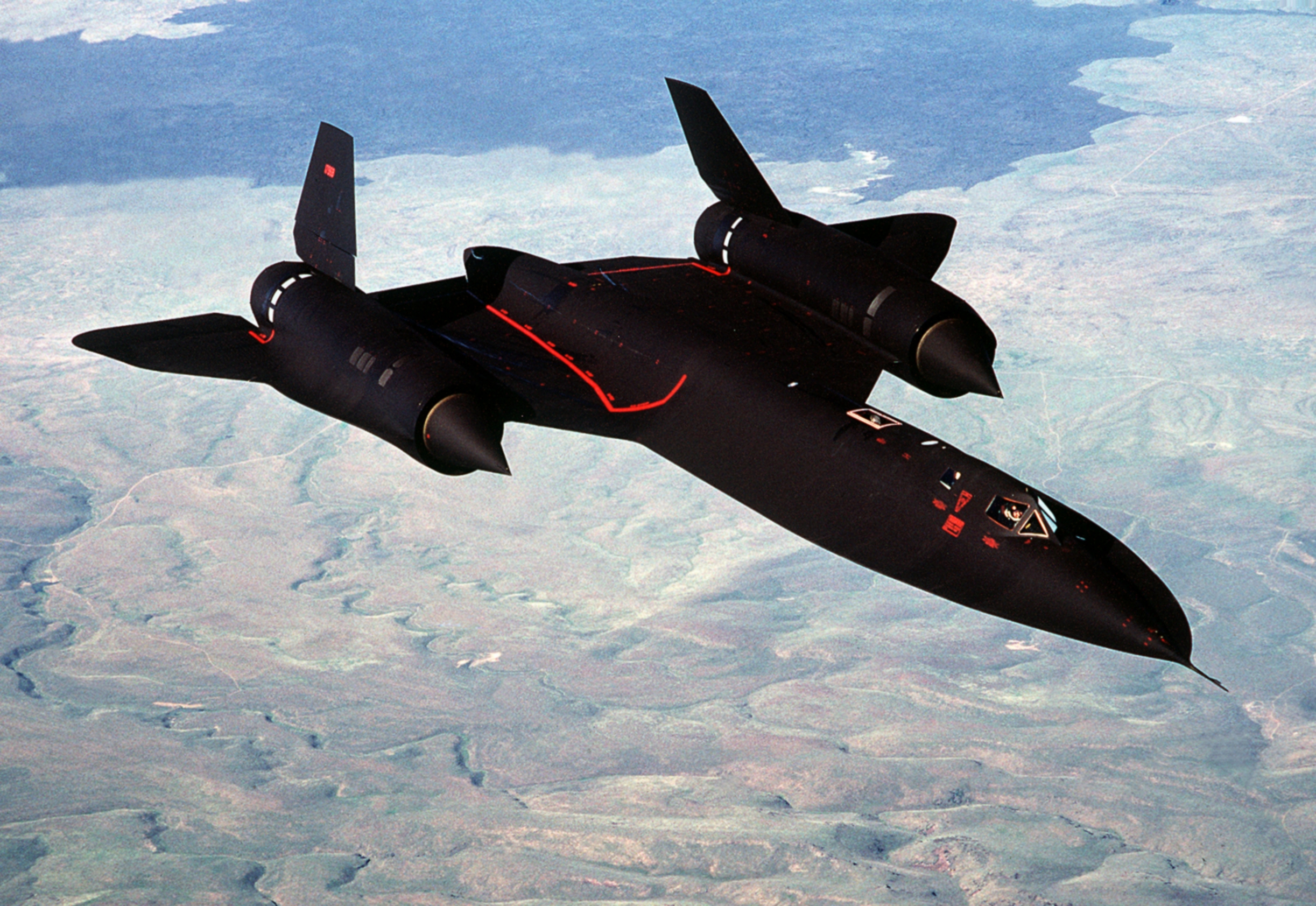
SR-71 Blackbird

Un avion de recunoaștere este un avion militar condus de un pilot, care efectuează o misiune de recunoaștere aeriană.
În Primul Război Mondial recunoașterea aeriană era efectuată de avioane de vânătoare sau bombardament standard echipate cu camere, având rol de „ochi a armatei”, ajutând trupele terestre.
În Războiul Rece SUA a dezvoltat câteva tipuri de avioane dedicate acestui scop, incluzând Lockheed U-2 și SR-71 Blackbird împotriva amenințării nucleare din partea URSS.
În zilele noastre acest rol strategic a fost preluat de sateliții de spionaj și rolul tactic de avioane fără pilot. Acestea din urmă au fost folosite cu succes de Israel în războaiele locale și de SUA în Războiul din Golf.